# 森政房
森 政房（もり まさふさ）は、播磨国赤穂藩4代藩主。赤穂藩森家10代。

## 略歴
正徳4年（1714年）11月5日（または宝永7年（1710年））、各務利直の六男として生まれる。
享保16年（1731年）、同母兄で第3代藩主の長生が死去したため、その養子として家督を継ぎ、12月23日に従五位下・伊勢守に叙位・任官する。
延享3年（1746年）12月8日に死去した。享年33（または37）。跡を養子の忠洪が継いだ。

## 系譜
- 父：各務利直
- 母：有馬氏
- 養父：森長生（1698-1731）
- 養子
  - 男子：森忠洪（1728-1776） - 森正典の子または各務利直の七男